# Ачи-Сант-Антонио
Ачи-Сант-Антонио (итал. Aci Sant'Antonio) — коммуна в Италии, располагается в регионе Сицилия, в провинции Катания.
Население составляет 16 976 человек (2008 г.), плотность населения составляет 1119 чел./км². Занимает площадь 14 км². Почтовый индекс — 95025. Телефонный код — 095.
Покровителем коммуны почитается святой Антоний Великий, празднование 17 января.

## Демография
Динамика населения:

## Администрация коммуны
- Официальный сайт: http://www.comune.acisantantonio.ct.it/